# Their First Divorce Case
Their First Divorce Case è un cortometraggio muto del 1911 diretto da Mack Sennett.

## Produzione
Il film fu prodotto dalla Biograph Company.

## Distribuzione
Distribuito dalla General Film Company, il film - un cortometraggio di 187,75 metri - uscì nelle sale cinematografiche statunitensi il 2 novembre 1911. Nelle proiezioni, veniva programmato con il sistema dello split reel, accorpato in un'unica bobina con un altro cortometraggio prodotto dalla Biograph, la commedia A Victim of Circumstances.
Una copia della pellicola viene conservata negli archivi della George Eastman House